# Ochus (bướm nhảy)
Ochus là một chi bướm ngày thuộc họ Bướm nâu.

## Các loài
- Ochus intricatus
- Ochus subradiatus
- Ochus subvittatus